# فرانك نيلسون (ممثل)
فرانك نيلسون (بالإنجليزية: Frank Nelson)‏ هو مقدم برامج إذاعية وممثل أمريكي، ولد في 6 مايو 1911 في كولورادو سبرينغس في الولايات المتحدة، وتوفي في 12 سبتمبر 1986 في هوليوود في الولايات المتحدة بسبب سرطان.

## أعمال

### أفلام
- (1928) في أريزونا القديمة

### مسلسلات
- أنا أحب لوسي

## وصلات خارجية
- فرانك نيلسون على موقع IMDb (الإنجليزية)
- فرانك نيلسون على موقع ألو سيني (الفرنسية)
- فرانك نيلسون على موقع أول موفي (الإنجليزية)
- فرانك نيلسون على موقع قاعدة بيانات الأفلام السويدية (السويدية)
- فرانك نيلسون على موقع إن إن دي بي (الإنجليزية)
- فرانك نيلسون على موقع ديسكوغز (الإنجليزية)
- فرانك نيلسون على موقع قاعدة بيانات الفيلم (الإنجليزية)
- فرانك نيلسون على موقع كينوبويسك (الروسية)